# Brycon falcatus
Brycon falcatus, também chamado matrinxã ou matrinchã, é uma espécie de peixe caracídeo sul-americano de água doce.